# Orkan Klaus
Orkan Klaus war ein kraftvoller Wintersturm, der vom 23. bis 25. Januar 2009 den Norden Spaniens, den Süden Frankreichs und Teile Italiens traf und für erhebliche Schäden sorgte. Durch den Sturm wurden mindestens 32 Personen direkt getötet. Verbreitet wurde der Verkehr unterbrochen oder behindert. Météo-France bezeichnete die Schäden vergleichbar mit denen, die am 26. und 27. Dezember 1999 Orkan Lothar anrichtete. In Spanien handelte es sich um den heftigsten Sturm seit 1997.

## Sturmverlauf
Das Entstehungsgebiet von Orkan Klaus (Benennungsschema der FU Berlin) lag im Atlantischen Ozean nördlich der Azoren. Die Zyklogenese war explosiv, da nach dem Berechnungsmodell des spanischen Wetterdienstes der Luftdruckunterschied innerhalb von vierundzwanzig Stunden 34 hPa betrug. In den Breitengraden, in denen die Iberische Halbinsel liegt, spricht man von einer „explosiven Zyklogenese“, wenn der Luftdruckunterschied mehr als etwa 19–20 hPa beträgt. Der Sturm zog dann über die Biskaya. Sein Zentrum überquerte die französische Küste bei Bordeaux am 24. Januar um 5:00 Uhr MEZ und wanderte dann von Westen nach Südosten über den Südwesten Frankreichs hinweg. Der Orkan traf mit Böen von 170 km/h auf die Atlantikküste und erreichte im Bergland der Départments Aude und Pyrénées-Orientales 190 km/h.
Der Sturm zog dann über die Côte d’Azur hinweg zum Golf von Genua, wo er am 25. Januar um 12:00 Uhr angelangt war. Der Sturm verlor sich dann über der Italienischen Halbinsel.

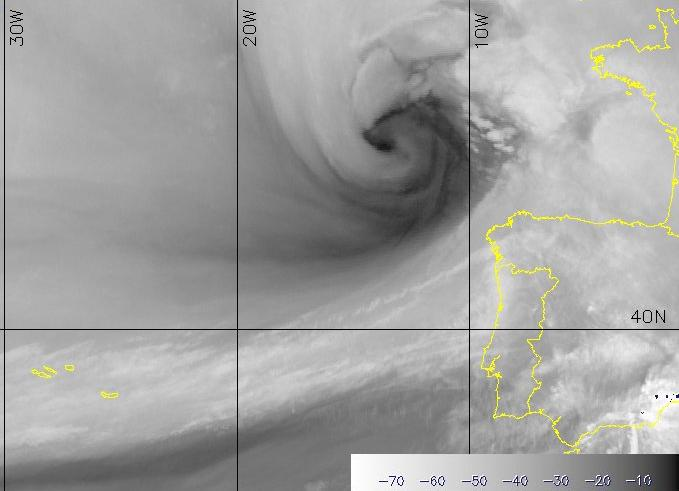
Satellitenaufnahme von Orkan Klaus, 23. Januar, 18:00 Uhr MEZ.
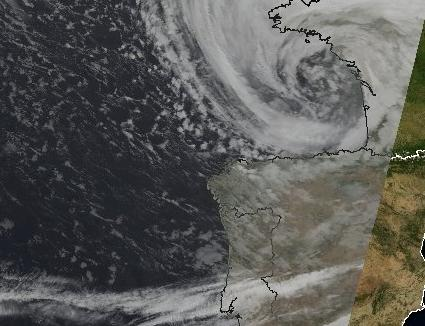
… und über der Biskaya vom 24. Januar, 03:28 Uhr MEZ.

## Auswirkungen
| Geschwindigkeit              | Ort                      | Staat      |
| ---------------------------- | ------------------------ | ---------- |
| 216 km/h                     | Coll d’Envalira          | Andorra    |
| 198 km/h                     | Cerezo de Arriba         | Spanien    |
| 193 km/h                     | Formiguères              | Frankreich |
| 193 km/h                     | Machichaco               | Spanien    |
| 184 km/h                     | Perpignan                | Frankreich |
| 177 km/h                     | Saint-Paul-de-Fenouillet | Frankreich |
| 172 km/h                     | Biscarrosse              | Frankreich |
| 172 km/h                     | Cap Ferret               | Frankreich |
| 166 km/h                     | Cabo Peñas               | Spanien    |
| 161 km/h                     | Flughafen Bordeaux       | Frankreich |
| 152 km/h                     | Pointe de Socoa          | Frankreich |
| Quellen: AEMET, Météo-France |                          |            |

Die Auswirkungen durch den Stum waren von den Kanalinseln bis nach Süddeutschland im Norden und südwärts bis nach Algerien und Sizilien spürbar. Am stärksten war der Sturm in Südfrankreich aus, wo vor allem die Regionen Aquitanien, Languedoc-Roussillon und Midi-Pyrénées betroffen waren und im Norden Spaniens Katalonien und das Baskenland. Der Sturm brachte heftigen Regen. Die Spitzenböe wurde mit 216 km/h auf dem Coll d'Envalira in Andorra verzeichnet, der höchste Wert in Frankreich wurde in Formiguères im Départment Pyrénées Orientales mit 193 km/h gemessen, der Höchstwert in Spanien in Cerezo de Arriba lag bei 198 km/h.
An einigen Messstellen in Frankreich erreichte der Orkan eine Stärke, die alle dort zuvor gemessenen Werte übertraf. In Perpignan etwa wies der Windmesser eine Spitzenbö nach, die mit 184 km/h den Wert, der während des Orkans Lothar gemessen wurde, um 44 km/h übertraf, in Bordeaux war die Spitzenbö um 15 km/h stärker als während Lothar. Neue Rekordwerte meldeten auch Wetterstationen in Saint-Paul-de-Fenouillet, Biscarrosse, Bordeaux, Narbonne, Pointe de Socoa und Biarritz.
Nach den katastrophalen Folgen durch Orkan Lothar 1999, der in Frankreich 88 Personen tötete (die Zahl 88 beinhaltet auch die Opfer des Sturms Martin, der einen Tag nach Lothar Südfrankreich traf), verwendete auch Météo-France das Warnsystem Meteoalarm, um die Öffentlichkeit effektiver zu warnen (zur Kennzeichnung der Warnstufen verwendet das System die Farben grün = keine Gefahr, gelb, orange und rot = höchste Gefahr). Es wurde im Oktober 2001 in Betrieb genommen. Während des Durchzugs des Orkans löste Météo-France für neun Départements die Warnstufe Rot aus. Dabei handelte es sich zwar um die vierte Auslösung dieser Warnstufe seit 2001, wegen eines Windereignisses fand dies jedoch zum ersten Mal statt.
Zahlreiche Bahnstrecken waren wegen auf den Schienen liegenden Bäumen und aufgrund beschädigter Oberleitungen außer Betrieb. Betroffen waren die TGV-Strecke Paris–Bordeaux, sowie die Verbindungen Bordeaux–Agen–Toulouse, Tarbes–Toulouse, Paris–Toulouse, Toulouse–Montpellier, Bordeaux–Périgueux und Bordeaux–Hendaye sowie zahlreiche Nebenstrecken. Der Flugbetrieb auf den Flughäfen im Südwesten Frankreichs, darunter die internationalen Flughäfen Bordeaux und Toulouse, musste während des Höhepunktes des Sturmes eingestellt werden.
Die Winde beschädigten Häuser, brachten Bäume zum Umstürzen und rissen Versorgungsleitungen herunter. Das französische Stromnetz und das Telefonnetz von France Télécom wurde durch den Orkan gebietsweise unterbrochen; mehr als 350.000 Festnetzanschlüsse im Südwesten Frankreichs waren am Tage nach dem Durchzug von Orkan Klaus gestört. Das Mobilfunknetz war auch gestört, weil Antennenanlagen durch den Orkan beschädigt wurden oder ohne Strom waren. Zwischen 25 % und 75 % der Kunden waren je nach Département nicht erreichbar.
Während des Höhepunktes des Orkans fiel in Frankreich die Stromversorgung für 1,7 Millionen Verbraucher in den am stärksten betroffenen Regionen aus. In Frankreich ist das sekundäre Netz zwischen den Umspannungsstationen und den Verbrauchern meist oberirdisch angelegt. Der Stromausfall setzte auch mehr als 400 niveaugleiche Bahnübergänge außer Betrieb, da die Signalanlagen und Schrankenanlagen nicht mehr funktionierten und bewirkte auch Aussetzer in der Versorgung mit Trinkwasser, von denen Tausende im Département Landes und rund 5000 Personen im Département Dordogne betroffen waren.
Nach ersten Schätzungen der Fédération française des sociétés d'assurances (FFSA) – der französischen Vereinigung der Versicherungsunternehmen – beläuft sich der Sachschaden in Frankreich auf mehrere hundert Millionen Euro.
Die Wälder Aquitaniens wurden stark in Mitleidenschaft gezogen, insbesondere die Kiefernwälder im Département Landes und um das Bassin d’Arcachon wurden zu 60–80 % geschädigt. Viele dieser Wälder wurden erst nach den Verheerungen durch Lothar und Martin, die Ende Dezember 1999 durch die Region zogen, neu aufgeforstet. Rund 34.000 Bewohner der Region arbeiten in der Forstwirtschaft, die einen Jahresumsatz von 2,6 Milliarden Euro erwirtschaftet. In Aquitanien verfügen 40.000 Waldbesitzer über mehr als 4 Hektar Wald. Von den 1,7 Millionen Hektar Wald in der Region ist rund eine Million Hektar monokulturistisch mit See-Kiefern bewachsen.
Lothar hatte 1999 rund 240.000 Hektar Wald vernichtet, Frankreich und die Europäische Union zahlten danach 250 Millionen Euro an Zuschüssen und Entschädigungen aus.
Als Folge des Orkans traten in der Region zahlreiche Flüsse über die Ufer.
In Spanien waren von Stromausfällen rund 50.000 Abnehmer betroffen, die meisten in Galicien, wo 36.600 Kunden ohne Strom waren, sowie 11.000 und etwa 2000 im Baskenland. Nach den Angaben des Netzbetreibers REE waren 17 Hochspannungsleitungen im Norden des Landes von den Ausfällen betroffen. In Galicien unterbrach der Orkan die Telefonverbindung für 45.000 Kunden, 384 Mobilfunksender waren dort gestört. Mehr als 200 Gemeinden meldeten Zwischenfälle, zumeist umgestürzte Bäume und Masten von Versorgungsleitungen.
Durch den Kollaps einer Hochspannungsleitung kam es in der Provinz Alicante zu einem durch Funken ausgelösten Waldbrand.

## Schadensbilanz
Gemäß Angaben der Münchener Rückversicherungs-Gesellschaft richtete der Orkan Klaus Schäden im Gesamtwert von umgerechnet 3,8 Mrd. US-$ an, wovon 2,3 Mrd. $ versichert waren.
Opfer
| Staat       | Opfer |
| ----------- | ----- |
| Spanien     | 15    |
| Frankreich  | 9     |
| Italien     | 4     |
| Algerien    | 2     |
| Deutschland | 2     |
| Insgesamt   | 32    |

In Europa kamen durch den Sturm mindestens 30 Personen ums Leben; Ausläufer des Sturmes in Nordafrika töteten zwei weitere Menschen.

### Spanien
- Beim Einsturz einer Sporteinrichtung in Sant Boi de Llobregat südwestlich von Barcelona am 24. Januar wurden vier Kinder getötet und 16 weitere Personen verletzt. Sie hatten in der Halle Zuflucht vor dem Sturm gesucht, als der starke Wind das Dach verschob und so eine Wand zum Einsturz brachte.[17]
- Ein Polizist bei Burela in Galicien und ein Straßenarbeiter in La Palma de Cervelló in der Provinz Barcelona wurden durch Bäume erschlagen.[17]
- Eine Frau in Barcelona und ein Mann in Aigües de Busot in der Provinz Alicante wurden durch Mauereinstürze getötet.[17]
- Der portugiesische Kapitän des Frachtschiffes Braga starb, nachdem er und seine Crew 77 Seemeilen nordöstlich von A Coruña aus Seenot gerettet wurden.[16]

### Frankreich
- Zwei Autofahrer wurden im Département Landes bzw. in Südfrankreich durch umstürzende Bäume erschlagen.[17] Herumfliegende Trümmer erschlugen einen weiteren Mann.[17]
- Eine Frau aus dem Département Landes starb infolge einer Unterkühlung.[9]
- Im Département Gironde starb eine Frau, weil ihr Beatmungsgerät wegen des Stromausfalles den Betrieb einstellte.
- Zwei ältere Personen starben in Nanteuil-Auriac-de-Bourzac, Département Dordogne, an einer Kohlenstoffmonoxidvergiftung durch ein Notstromaggregat;[18] dieselbe Ursache hat der Tod zweier Ausflügler in Port-Barcarès, Département Pyrénées-Orientales.[19]

### Italien
- Eine Frau wurde an der amalfischen Küste von Wellen mitgerissen, als sie am Meer spazierenging[20].
- Durch einen Erdrutsch wurden drei Insassen eines Fahrzeuges auf der Autobahn Reggio Calabria–Salerno verschüttet.[21]

### Algerien
- Die Ausläufer des Orkans brachten in Sétif im Osten Algeriens eine Mauer zum Einstürzen, wodurch zwei Personen getötet wurden.[17]

### Deutschland
- Ein Mann wurde durch ein zusammenbrechendes Scheunentor in Gerabronn getötet.
- Ein Autofahrer starb infolge eines sturmbedingten Verkehrsunfalls.

## Hilfsmaßnahmen
Electricité Réseau Distribution France (ERDF) hat rund 3000 Starkstromelektriker in die Region entsandt, von denen ein Teil aus Portugal, dem Vereinigten Königreich und Deutschland herbeigeholt wurden. France Télécom hat rund 3000 Techniker mobilisiert, um die Schäden am Telefonnetz zu beseitigen.
Die französische Regierung schickte rund 700 Soldaten des Verteidigungsbereiches Südwest in die betroffenen Gebiete, um bei der Räumung der Verkehrswege von umgestürzten Bäumen und anderen Trümmern zu helfen. Die betroffene Region wurde zum Katastrophengebiet erklärt. 
Staatspräsident Nicolas Sarkozy forderte von den Versicherungen „nicht nur eine Menge Entschädigungen, sondern auch Geschwindigkeit bei der Abwicklung“.